# Georges Nagel
Georges Nagel (* 22. November 1899 in Les Verrières; † 25. November 1956 in Genf) war ein Schweizer Ägyptologe und Theologe. 

## Leben
Georges Nagel studierte Theologie und Ägyptologie in Neuenburg (1924 Lic. theol., 1929 Dr. theol.). Er studierte auch in Berlin und Paris. Von 1927 bis 1930 und von 1938 bis 1939 beteiligte er sich als Mitarbeiter des Institut français d’archéologie orientale in Kairo an Ausgrabungen in Deir el-Medina. Von 1931 bis 1937 war er Pfarrer in La Chaux-du-Milieu. Ab 1937 lehrte er als Professor für Hebräisch und Altes Testament an der Universität Genf, an der er ab 1944 auch Kurse in Ägyptologie gab.
Seine Forschungsschwerpunkte waren die Keramik des Neuen Reiches sowie die ägyptische Religion und ihre Beziehungen zum Alten Testament.

## Schriften (Auswahl)
- La céramique du nouvel empire à Deir el Médineh (= Documents de Fouilles de l’Institut Français d'Archéologie Orientale du Caire. 10, ZDB-ID 766973-2). Institut Français d'Archéologie Orientale, Kairo 1938, (Digitalisat).
- Révolte et réforme a jérusalem (169–166 avant Jésus-Christ). In: Recueil de la Faculté de Théologie Protestante. Band 8, 1942, ZDB-ID 1000773-8, S. 5–22.
- Le linceul de Thoutmès III. Caire, Cat. No. 40.001. In: Annales du Service des Antiquités de l’Égypte. Band 49, 1949, ISSN 1687-1510, S. 315–329.
- Marques de carrière dans le temple funéraire de Pépi II. In: Annales du Service des Antiquités de l’Égypte. Band 50, 1950, S. 93–126.